# Мицаловка
Мицаловка (укр. Мицалівка) — село в Золотоношском районе Черкасской области Украины.
Население по переписи 2001 года составляло 444 человека. Почтовый индекс — 19732. Телефонный код — 4737.

## Местный совет
19731, Черкасская обл., Золотоношский р-н, с. Ковтуны